# Saint-Vital
Saint-Vital is een gemeente in het Franse departement Savoie (regio Auvergne-Rhône-Alpes) en telt 581 inwoners (1999). De plaats maakt deel uit van het arrondissement Albertville.

## Geografie
De oppervlakte van Saint-Vital bedraagt 3,6 km², de bevolkingsdichtheid is 161,4 inwoners per km².
De onderstaande kaart toont de ligging van Saint-Vital met de belangrijkste infrastructuur en aangrenzende gemeenten.

## Demografie
Onderstaande figuur toont het verloop van het inwonertal (bron: INSEE-tellingen).